# Egon Klepsch

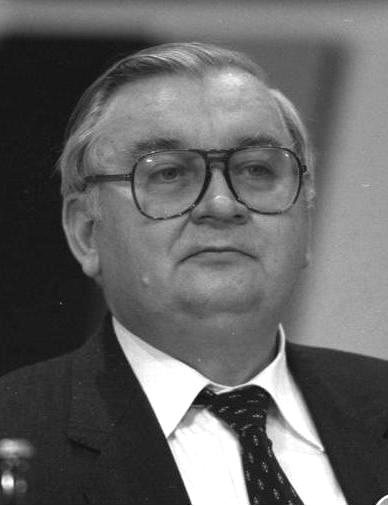
Egon Klepsch, 1981

Egon Alfred Klepsch (* 30. Januar 1930 in Bodenbach, Tschechoslowakei; † 18. September 2010 in Koblenz) war ein deutscher Politiker (CDU). Er war von 1965 bis 1980 Mitglied des Deutschen Bundestages. Ab 1973 war Klepsch indirekt gewähltes und von 1979 bis 1994 direkt gewähltes Mitglied des Europäischen Parlaments, wo er 1977–1982 und 1984–1992 der christdemokratischen EVP-Fraktion vorstand. Von 1992 bis 1994 war er Präsident des Europäischen Parlaments.

## Leben
1945 wurde Klepsch als Folge des Zweiten Weltkriegs als Deutschböhme sechs Monate lang in einem tschechoslowakischen Zwangsarbeitslager interniert und anschließend zusammen mit seinen Eltern aus seiner Heimat vertrieben. In Magdeburg legte er 1949 das Abitur ab und begann an der Universität Rostock ein Studium der Geschichte und Geographie. Klepsch wurde Teil einer Widerstandsgruppe innerhalb der FDJ. Um der Verhaftung durch die Staatssicherheit zu entgehen, floh er 1950 nach West-Berlin. Er beendete sein Studium in Marburg 1954 mit seiner Promotion über die Russlandpolitik Gustav Stresemanns. 1959 bis 1965 war er Dozent für Internationale Politik im wissenschaftlichen Forschungs- und Lehrstab der Bundeswehr.

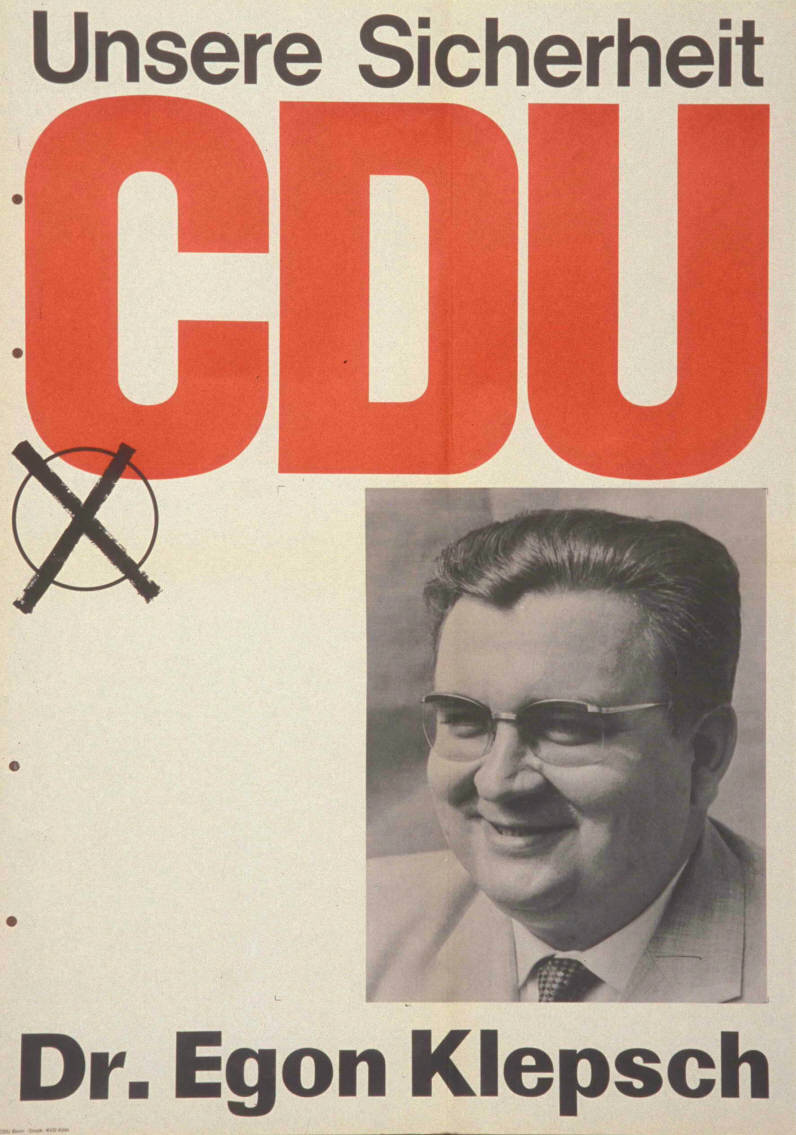
Kandidatenplakat der CDU zur Bundestagswahl 1965

In den Jahren 1963 bis 1969 war Klepsch Bundesvorsitzender der Jungen Union. 1965 war er kurzzeitig als Wahlkampforganisator für Ludwig Erhard im Bundeskanzleramt beschäftigt. Im gleichen Jahr wurde er Mitglied des Deutschen Bundestages, dem er bis 1980 angehörte. Seit 1964 engagierte sich Klepsch auf europäischer Ebene. So wurde er im gleichen Jahr Präsident der Internationalen Union Junger Christlicher Demokraten Europas und war Präsidiumsmitglied der EUCD (bis 1970). Ab dem Jahr 1973 gehörte er parallel dem Bundestag und dem Europäischen Parlament an. Vom 5. Mai 1977 bis zum 20. Januar 1982 und von 1984 bis zum 14. Januar 1992 war Klepsch Vorsitzender der EVP-Fraktion. Dass er als Fraktionsvorsitzender zusammen mit seinem SPE-Kollegen Rudi Arndt dem „anfangs zum Chaos neigenden Parlament eine Struktur“ gegeben hat, wird ihm als großes Verdienst angerechnet. Nachdem er sich 1982 vergeblich um das Amt des Parlamentspräsidenten bemüht hatte und Vizepräsident wurde, wurde Klepsch 1992 mit den Stimmen der EVP-Fraktion und der Sozialdemokraten für zwei Jahre in dieses Amt gewählt. 1994 schied er freiwillig aus dem Europäischen Parlament aus und wurde Berater für die Deutsche Vermögensberatung.
Von 1989 bis 1997 war Egon Klepsch Präsident der Europa-Union Deutschland. Seit 1997 war er deren Ehrenpräsident.
In seinem Wohnort Koblenz-Güls wurde er mit einer nach ihm benannten Straße, dem Egon-Klepsch-Weg, geehrt. Im Jahr 1992 wurde ihm die Robert-Schuman-Medaille verliehen.